# Udea plumbalis
Udea plumbalis is een vlinder uit de familie van de grasmotten (Crambidae), uit de onderfamilie van de Spilomelinae. De wetenschappelijke naam van deze soort is voor het eerst voorgesteld als Pyrausta austriacalis plumbalis door Hans Zerny in een publicatie uit 1914.
De soort komt voor in Mongolië en is voor het eerst ontdekt in de Sajan.